# أسفيدان (غرمخان)
أسفیدان (بالفارسية: اسفیدان) هي مستوطنة تقع في إيران في قسم غرمخان الريفي. يقدر عدد سكانها بـ 1,949 نسمة .